# Kanoua
Kanoua est une commune de la wilaya de Skikda en Algérie. Administrativement, la commune dépend de la Daïra de Zitouna.

## Géographie

### Localisation
Kanoua est située dans le Massif forestier de Collo, à l'ouest de la wilaya de Skikda. La commune, au Nord, est bordée par la Méditerranée.

### Communes limitrophes
|             | Méditerranée     |         |
| Ouled Attia | Kanoua           | Cheraïa |
|             | Zitouna (Skikda) |         |

## Démographie
Au recensement de 2008, la commune compte 6 995 habitants.